# Чемпіонат світу з трекових велоперегонів 2008
Чемпіонат світу з трекових велоперегонів 2008 проходив з 26 по 30 березня 2008 року в Манчестері, Велика Британія на місцевому велодромі. Всього у змагання взяли участь спортсмени з 37 країн, які розіграли 18 комплектів нагород — 10 у чоловіків та 8 у жінок. Половину усіх золотих медалей здобули представники Великої Британії.

## Медалісти

### Чоловіки
| Дисципліна                         | Золото                                                                                | Срібло                                                                                   | Бронза                                                                  |
| Спринт                             | Кріс Гой                                                                              | Кевен Сіро                                                                               | Мікаель Бурґен                                                          |
| Гіт (1 км)                         | Тен Мюлдер (1:01.332)                                                                 | Мікаель д'Алмейда (1:01.514)                                                             | Франсуа Перві (1:01.579)                                                |
| Індивідуальна гонка переслідування | Бредлі Віґґінз (4:18.519)                                                             | Дженнінґ Хейзінга (4:23.474)                                                             | Олексій Марков (4:21.097)                                               |
| Командна гонка переслідування      | Велика Британія Едвард Кленсі Джерейнт Томас Пол Меннінг Бредлі Віґґінз (3:56.322 WR) | Данія Міхаель Ферк Крістенсен Каспер Єргенсен Єнс-Ерік Мадсен Алекс Расмуссен (3:59.381) | Австралія Ґрем Браун Марк Джемісон Бредлі Мак-Гі Люк Робертс (4:00.089) |
| Командний спринт                   | Франція Грегорі Боже Кевен Сіро Арно Турнан (43.271)                                  | Велика Британія Росс Едґар Кріс Гой Джеймі Стафф (43.777)                                | Нідерланди Тео Бос Тен Мюлдер Тім Вельдт (43.718)                       |
| Кейрін                             | Кріс Гой                                                                              | Тен Мюлдер                                                                               | Христос Волікакіс                                                       |
| Скретч                             | Олександр Лісовський                                                                  | Вім Строетінга                                                                           | Роґер Клюґе                                                             |
| Гонка за очками                    | Василь Кіриєнко (24)                                                                  | Крістоф Ріблон (23)                                                                      | Петер Шеп (19)                                                          |
| Медісон                            | Велика Британія Марк Кавендіш Бредлі Віґґінз (19)                                     | Німеччина Роґер Клюґе Олаф Поллак (13)                                                   | Данія Міхаель Меркев Алекс Расмуссен (11)                               |
| Омніум                             | Хайден Ґодфрі                                                                         | Лі Ховард                                                                                | Олександр Лісовський                                                    |

### Жінки
| Дисципліна                         | Золото                                                                    | Срібло                                                          | Бронза                                                              |
| Спринт                             | Вікторія Пендлтон                                                         | Сімона Крупекайте                                               | Дженні Рід                                                          |
| Гіт (500 м)                        | Лісандра Ґуерра (34.021)                                                  | Сімона Крупекайте (34.066)                                      | Санді Клер (34.253)                                                 |
| Індивідуальна гонка переслідування | Ребекка Ромеро (3:30.501)                                                 | Сара Гаммер (3:37.006)                                          | Кеті Мактір (3:32.347)                                              |
| Командна гонка переслідування      | Велика Британія Венді Гувенаґел Ребекка Ромеро Джоанна Роуселл (3:22.415) | Україна Світлана Галюк Леся Калітовська Любов Шуліка (3:29.744) | Німеччина Шарлота Беккер Верена Йос Александра Сонтаймер (3:26.960) |
| Командний спринт                   | Велика Британія Вікторія Пендлтон Шаназ Рід (33.661)                      | КНР Гун Цзіньцзє Чжен Лулу (34.223)                             | Німеччина Дана Ґлосс Міріам Вельте (34.036)                         |
| Кейрін                             | Дженні Рід                                                                | Вікторія Пендлтон                                               | Крістін Мухе                                                        |
| Скретч                             | Еллен ван Дайк                                                            | Юмарі Гонсалес                                                  | Белінда Ґосс                                                        |
| Гонка за очками                    | Маріанне Вос (33)                                                         | Тріне Шмідт (25)                                                | Вера Каррара (20)                                                   |

## Загальний медальний залік
| Місце  | Країна          | Золото | Срібло | Бронза | Загалом |
| ------ | --------------- | ------ | ------ | ------ | ------- |
| 1      | Велика Британія | 9      | 2      |        | 11      |
| 2      | Нідерланди      | 3      | 3      | 2      | 8       |
| 3      | Білорусь        | 2      |        | 1      | 3       |
| 4      | Франція         | 1      | 3      | 3      | 7       |
| 5      | США             | 1      | 1      | 1      | 3       |
| 6      | Куба            | 1      | 1      |        | 2       |
| 7      | Нова Зеландія   | 1      |        |        | 1       |
| 8      | Данія           |        | 2      | 1      | 3       |
| 9      | Литва           |        | 2      |        | 2       |
| 10     | Німеччина       |        | 1      | 4      | 5       |
| 11     | Австралія       |        | 1      | 3      | 4       |
| 12     | КНР             |        | 1      |        | 1       |
| 12     | Україна         |        | 1      |        | 1       |
| 14     | Греція          |        |        | 1      | 1       |
| 14     | Італія          |        |        | 1      | 1       |
| 14     | Росія           |        |        | 1      | 1       |
| Всього | Всього          | 18     | 18     | 18     | 54      |